# Nils Turesson (Bielke)
Se även Nils Turesson Bielke
Nils Turesson (Bielke), död 1364, var en svensk lagman, riksråd och drots.

## Biografi
Nils Turesson omtalas första gången 1336, då han beseglade ett försäljningsbrev på några gårdar i Östergötland. År 1339 kallas han lagman på Öland. År 1341 benämns han väpnare och 1342 riddare. Han blev 1344 kungligt riksråd och år 1344 för första gången drots. År 1348 då kung Magnus Eriksson företog sitt första korståg mot Republiken Novgorod var Nils Turesson inte drots utan riket styrdes av en särskild interimsstyrelse. Däremot kallas han lagman i Tiohärad från det året till 1356. Efter konungens återkomst kallas Nils åter drots. Vid sidan av drottning Blanka styrde han riket 1350–1351, då kung Magnus gjorde sitt andra korståg mot Novgorod. Under krigståget hade Bengt Algotsson utmärkt sig och utsågs 1352 till riksråd och följande år till hertig i Finland och Halland. Det var uppenbart att Bengts framträdande ledde till att Nils fick dra sig tillbaka och han blev därför en naturlig ledare för stormännens motstånd med den politik som Magnus och Bengt förde och som syftade till att stärka kungamakten.
Då kung Magnus yngre son Håkan Magnusson, som var vald kung i Norge, år 1355 besteg tronen, sökte sig den äldre brodern Erik Magnusson till den svenska stormannaoppositionen för själv bli kung i Sverige. Upproret år 1356 mot kung Magnus, där Nils Turesson kanske var den främste ledaren, ledde till att Erik gjordes till motkonung och riket delades mellan Magnus och Erik. Nils Turesson framträdde därefter som kung Eriks man och av Eriks län fick han 1357 Åbo slott och län att förvalta som kungens fogde samt Viborgs slottslän och de övriga finska länen med som pant. År 1358 kallas han också kung Eriks drots. Erik Magnusson avled plötsligt år 1359. Kungen och stormännen måste därför ingå en förlikning, men riket angreps av Danmark som hade lovat hjälpa Magnus mot Erik och nu inte fick vad som hade utlovats i gengäld. Nils Turesson var ett av sändebuden som år 1361 i Lübeck slöt fred med hansestäderna och lite senare i Greifswald ingick ett förbund med dem mot kung Valdemar. År 1362 kallas Nils Turesson åter drots och den 15 februari samma år lagman i Österland eller Finland i kallelsen till det kungaval då Håkan Magnusson valdes till konung.
Då Håkan snart märkte att stormännen inte gav honom någon makt ingick han i början av år 1363 en överenskommelse med kung Magnus om att regera tillsammans. De finska länen återgick det året till kung Magnus och på hösten landsförvisades Nils Turesson och andra stormän. De tillbringade vintern i Visby och på våren reste de till Tyskland för att hitta en ny kung. De erbjöd kronan åt hertig Albrekt av Mecklenburg d.y., som accepterade och med en stridsstyrka landsteg i Sverige. Redan i november 1363 hyllades Albrekt som kung i Stockholm och det formella valet skedde i februari 1364. Nils Turesson blev då kung Albrekts drots. I kung Albrekts tjänst som drots och hövitsman i Finland seglade Nils Turesson på hösten 1364 till Finland och inledde en belägring av Åbo slott, som innehades av kung Magnus fogde. I slutet av året stupade han dock i ett nattligt utfall av slottsbesättningen. I hans testamente instiftades S:t Sigfrids altare och prebende i Åbo domkyrka.

## Familj
Han var son till Ture Kettilsson (Bielke) och Sigrid (Sparre).
Nils var gift tre gånger: 
1) före 1339 med Ingrid Sunesdotter, dotter till riksrådet Sune Jonsson (Bååt) och hans första fru Karin Henriksdotter Glysing.  
2) före 1348 med Margareta Mattsdotter (Sparre).  
3) 1350 med Sigrid Håkansdotter (två nedvända sparrar) (1350–1371), syster till Sune Håkansson (två nedvända sparrar). 
Nils var vid sin död barnlös.
Nils Turessons sätesgård var Kråkerum i Mönsterås socken, Kalmar län.